# Arta Arnicane

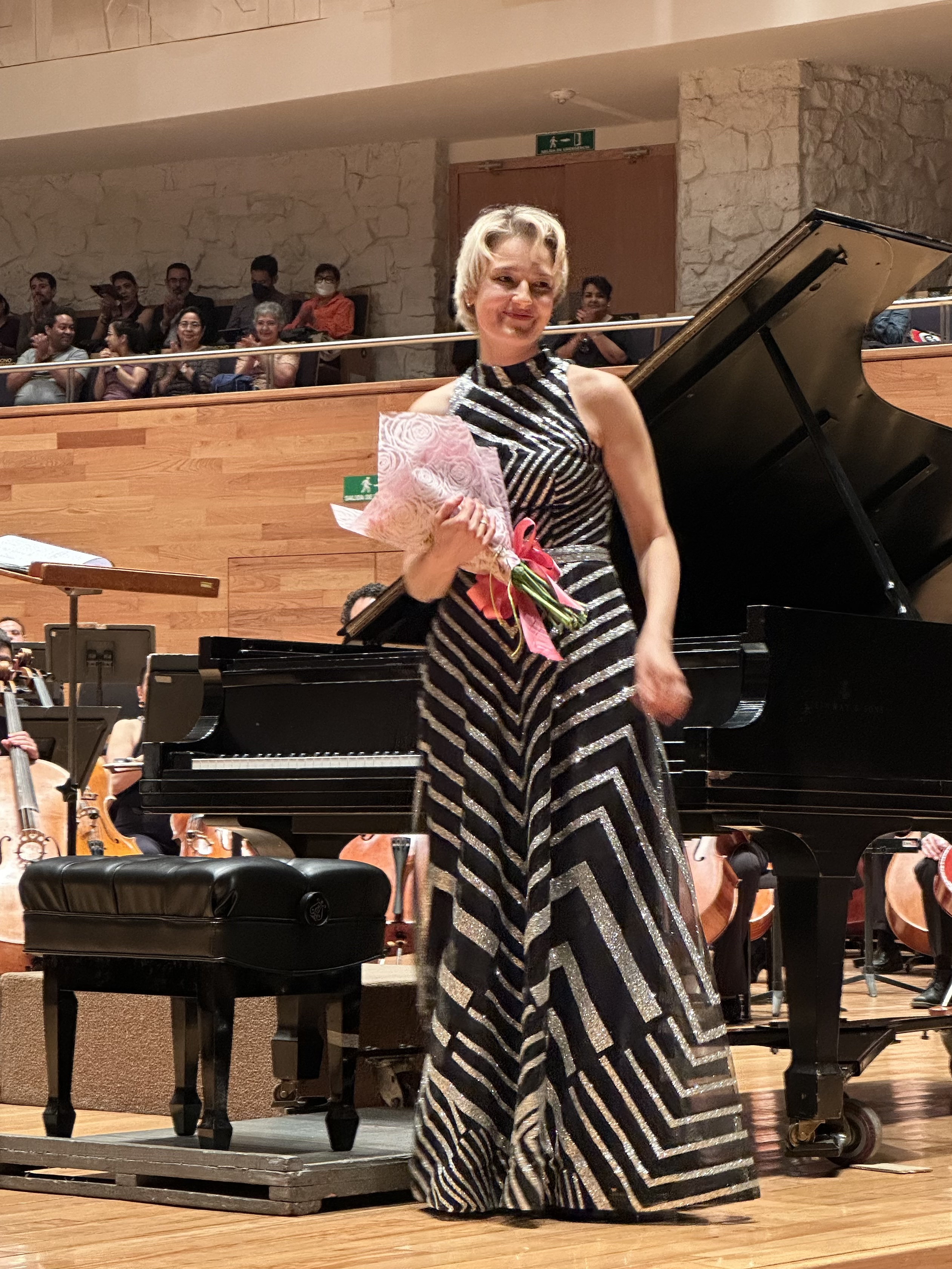
Arta Arnicane in der Sala de Conciertos de Tlaqná in Xalapa, Mexiko, am 28. April 2023

Arta Arnicane (* 27. September 1982 in Riga) ist eine in der Schweiz lebende lettische Pianistin.  

## Leben
Arta Arnicane entstammt einer Musikerfamilie. Sie studierte mehrere Jahre in Moskau. Gefördert von Stiftungen, erlangte Arta Arnicane 2004 den Master of Music an der Royal Scottish Academy of Music and Drama, 2008 an der Lettischen Musikakademie sowie 2010 an der Zürcher Hochschule der Künste. Im Jahre 2012 absolvierte sie an der Zürcher Hochschule der Künste bei Homero Francesch ein Aufbaustudium.
Bei Solo- und Kammermusik-Auftritten konzertierte Arta Arnicane in Europa, in den USA, in Mexiko sowie in Australien und trat dabei u. a. mit der Kremerata Baltica, dem Musikkollegium Winterthur, dem Pianisten Oliver Schnyder, im Duo mit dem Cellisten Florian Rohn und der Geigerin Verena Maria Fitz sowie mit dem Latvian Trio (mit Jana Ozolina und Gunta Abele) auf.
Arta Arnicane ist mit dem Cellisten Florian Arnicans verheiratet.

## Auszeichnungen
Arta Arnicane wurde an rund 16 Klavierwettbewerben ausgezeichnet (Stand 2013), darunter am Prêmio Vianna da Motta (Lissabon, 2001, 5. Preis), an der Intercollegiate Beethoven Piano Competition (London, 2002) und am Christopher Duke Memorial Piano Prize (Watford Festival, 2003). Im Jahr 2010 errang sie vier internationale Erfolge: als Gewinnerin des Wettbewerbs der Animato-Stiftung Zürich (2. Preis), der 1st Sussex International Piano Competition, des Baltic International Piano Competition sowie der Valencia International Piano Competition „Premio Iturbi“ (2. Preis). 2011 gewann sie den Wettbewerb „Prager Frühling 2011“.

## Diskografie
Seit 1996 macht Arnicane regelmäßig Tonaufnahmen für das lettische Radio. Ihre 2007 erschienene CD enthält Werke von Beethoven, Chopin, Ravel und Rachmaninow und wurde vom Studio Burtnieku Nams in Riga produziert.